# Vederian Lowe
Vederian Lowe (Rockford, 17 aprile 1999) è un giocatore di football americano statunitense che milita nel ruolo di offensive tackle per i New England Patriots della National Football League (NFL).

## Carriera

### Minnesota Vikings
Lowe al college giocò a football a Illinois. Fu scelto dai Minnesota Vikings nel corso del sesto giro (184º assoluto) del Draft NFL 2022. Nella sua stagione da rookie disputò 4 partite, nessuna delle quali come titolare.

### New England Patriots
Lowe fu scambiato con i New England Patriots il 28 agosto 2023 per una scelta del sesto giro del Draft 2024.